# Грекул Пилип Олександрович
Пилип Олександрович Грекул (рос. Филипп Александрович Грекул) — радянський історик, медієвіст, спеціаліст з історії Молдавського князівства. Походив із Молдавської РСР. Кандидат історичних наук (1949). Учень Володимира Пічети. Працював у секторі слов'янознавства Інституту історії АН СРСР.

## Праці
кандидатська дисертація
- Соціально-економічний і політичний устрій Молдавії другої половини XV ст. (Социально-экономический и политический строй Молдавии второй половины XV века), Москва, 1949.

монографії
- Грекул Ф.А. Социально-экономический и политический строй Молдавии второй половины XV века / под ред. Л.В. Черепнина. Кишинев: Гос. изд-во Молдавии, 1950. 160 с.
- Грекул, Ф.А. Аграрные отношения в Молдавии в XV-первой половине XVII в. / под ред. Л.В. Черепнина. Кишинев: Картя Молдовеняскэ, 1961. 456 с.
- Славяно-молдавские летописи XV-XVI вв. / под ред. Ф.А. Грекул. Москва: Наука, 1976.

колективні монографії
- Очерки истории СССР. Том 3. Период феодализма. IX–XV вв. Москва, 1953.
- История средних веков: в 2-х т. / Под общей редакцией С. Д. Сказкина. Издание 2-е, переработанное. Москва. Высшая школа. 1977. Т. I.
- Славяне в эпоху феодализма. К столетию академика В. И. Пичеты. Москва: Наука, 1978.

статті
- Грекул Ф.А. Молдавский город второй половины XV века // Вопросы истории. № 11, 1949. С. 119—134.
- Грекул Ф.А. У истоков многовековой дружбы молдавского, русского и украинского народов // Вековая дружба. Кишинёв, Штиинца, 1961. С. 174—182.
- Грекул Ф.А. Молдавские летописи о России // Летописи и хроники. 1973, Москва, 1974. С. 232—239.
- Грекул Ф.А. Историография славяно-молдавского летописания XV-XVI вв. // Летописи и хроники. М.Н. Тихомиров и летописеведение. Москва: Наука, 1976. С. 172—188.